# رنه لوتس
رنه لوتس (آلمانی: René Lotz؛ زادهٔ ۱۸ آوریل ۱۹۳۸) دوچرخه‌سوار اهل هلند است.